# Campionati mondiali di tiro a volo 1999
I campionati mondiali di tiro 1999 furono la ventottesima edizione dei campionati mondiali di questo sport e si disputarono a Tampere.

## Risultati

### Uomini

#### Fossa olimpica
| Evento      | Oro                                                | Oro       | Argento                                             | Argento   | Bronzo                                                  | Bronzo    |
| Evento      | Atleta                                             | Risultato | Atleta                                              | Risultato | Atleta                                                  | Risultato |
| Individuale | Michael Diamond                                    | 145+3     | Alexéi Alipov                                       | 145+3     | Manuel Silva                                            | 144       |
| A squadre   | Australia Michael Diamond Russell Mark Glenn Kable | 352       | Russia Alexéi Alipov Sergei Lubomirov Igor Chebanov | 351       | Stati Uniti Dominic Grazioli Matthew Depuydt Lance Bade | 351       |

#### Double trap
| Evento      | Oro                                                  | Oro       | Argento                                            | Argento   | Bronzo                         | Bronzo    |
| Evento      | Atleta                                               | Risultato | Atleta                                             | Risultato | Atleta                         | Risultato |
| Individuale | Daniele Di Spigno                                    | 194       | Conny Persson                                      | 187       | Fehaid al-Deehani              | 183       |
| A squadre   | Italia Daniele Di Spigno Marco Innocenti Luca Marini | 416       | Svezia Conny Persson Håkan Dahlby Jonas Berndtsson | 401       | Cina Hu Binyuan Li Bo Wang Hao | 400       |

#### Skeet
| Evento      | Oro                                            | Oro       | Argento                                                             | Argento   | Bronzo                                                     | Bronzo    |
| Evento      | Atleta                                         | Risultato | Atleta                                                              | Risultato | Atleta                                                     | Risultato |
| Individuale | Pietro Genga                                   | 147+2     | Drew Harvey                                                         | 147+0     | Andrea Benelli                                             | 146       |
| A squadre   | Italia Ennio Falco Pietro Genga Andrea Benelli | 368       | Cuba Guillermo Alfredo Torres Juan Miguel Rodriguez Servando Puldon | 360       | Kuwait Abdullah Al Rashidi Salah Almutairi Anwar Al Hammad | 359       |

### Donne

#### Fossa olimpica
| Evento      | Oro                         | Oro       | Argento                                              | Argento   | Bronzo                                               | Bronzo    |
| Evento      | Atleta                      | Risultato | Atleta                                               | Risultato | Atleta                                               | Risultato |
| Individuale | Cindy Gentry                | 94        | Satu Pusila                                          | 93        | Delphine Racinet                                     | 92        |
| A squadre   | Cina Han Fang Chen Li Gao E | 204       | Francia Delphine Racinet Gisele Renaud Yolande Vidal | 198       | Italia Cristina Bocca Giulia Iannotti Roberta Pelosi | 198       |

#### Doubletrap
| Evento      | Oro                                  | Oro       | Argento                                            | Argento   | Bronzo                                                 | Bronzo    |
| Evento      | Atleta                               | Risultato | Atleta                                             | Risultato | Atleta                                                 | Risultato |
| Individuale | Pia Julin                            | 148       | Pia Hansen                                         | 140       | Yoshiko Miura                                          | 139       |
| A squadre   | Cina Zhang Yafei Gao E Ding Hongping | 302       | Giappone Yoshiko Miura Yukie Nakayama Akane Tahara | 297       | Finlandia Pia Julin Satu Pusila Riitta-Mari Murtoniemi | 294       |

#### Skeet
| Evento      | Oro                                                          | Oro       | Argento                               | Argento   | Bronzo                                             | Bronzo    |
| Evento      | Atleta                                                       | Risultato | Atleta                                | Risultato | Atleta                                             | Risultato |
| Individuale | Erdzhanik Avetisian                                          | 96        | Cristina Vitali                       | 94        | Svetlana Demina                                    | 92        |
| A squadre   | Russia Erdzhanik Avetisian Svetlana Demina Larissa Antochina | 302       | Cina Zhang Shan Chen Zhenru Nie Chang | 297       | Gran Bretagna Kelly Elvin Sue Bramley Elena Little | 294       |

## Risultati juniores

### Uomini

#### Fossa olimpica
| Evento      | Oro                                                   | Oro       | Argento                                               | Argento   | Bronzo                                                   | Bronzo    |
| Evento      | Atleta                                                | Risultato | Atleta                                                | Risultato | Atleta                                                   | Risultato |
| Individuale | Oguzhan Tuzun                                         | 118       | Abel Ampudia Garcia                                   | 113       | Victor Shaw                                              | 113       |
| A squadre   | Stati Uniti Ryan Hadden Thomas Heller Brett Tagtmeyer | 333       | Spagna Abel Ampudia Garcia Raul Formoso Manuel Murcia | 322       | Italia Mauro De Filippis Giuseppe Andreetti Simone Gissi | 320       |

#### Doubletrap
| Evento      | Oro                                                   | Oro       | Argento                                                 | Argento   | Bronzo                                            | Bronzo    |
| Evento      | Atleta                                                | Risultato | Atleta                                                  | Risultato | Atleta                                            | Risultato |
| Individuale | Stefano Narducci                                      | 139       | Roland Gerebics                                         | 138       | Francesco Penna                                   | 136       |
| A squadre   | Italia Stefano Narducci Mirko Benelli Francesco Penna | 408       | Stati Uniti Matthew Busch Thomas Heller Brett Tagtmeyer | 370       | Finlandia Marko Ojala Timo Rajakangas Kim Kansala | 363       |

#### Skeet
| Evento      | Oro                                                           | Oro       | Argento                                              | Argento   | Bronzo                                             | Bronzo    |
| Evento      | Atleta                                                        | Risultato | Atleta                                               | Risultato | Atleta                                             | Risultato |
| Individuale | George Achilleos                                              | 122       | Ondrej Voda                                          | 118       | Andrzej Glyda                                      | 117       |
| A squadre   | Cipro George Achilleos Michalis Karavolias Michalis Katzianis | 339       | Polonia Andrzej Glyda Maciej Ostrowski Hubert Zdunek | 339       | Finlandia Timo Matilainen Kai Leppala Timo Aspholm | 338       |

### Donne

#### Fossa olimpica
| Evento      | Oro           | Oro       | Argento    | Argento   | Bronzo        | Bronzo    |
| Evento      | Atleta        | Risultato | Atleta     | Risultato | Atleta        | Risultato |
| Individuale | Mopsi Veromaa | 67        | Lacy Holtz | 62        | Sonja Scheibl | 60        |

#### Doubletrap
| Evento      | Oro          | Oro       | Argento    | Argento   | Bronzo         | Bronzo    |
| Evento      | Atleta       | Risultato | Atleta     | Risultato | Atleta         | Risultato |
| Individuale | Kyndra Hogan | 99        | Lacy Holtz | 97        | Susan Trindall | 96        |

## Medagliere
Nazione ospitante
| Posiz. | Nazione       | Oro | Argento | Bronzo | Totale |
| ------ | ------------- | --- | ------- | ------ | ------ |
| 1      | Italia        | 4   | 1       | 2      | 7      |
| 2      | Russia        | 2   | 2       | 1      | 5      |
| 3      | Cina          | 2   | 1       | 1      | 4      |
| 4      | Australia     | 2   | 0       | 0      | 2      |
| 5      | Finlandia     | 1   | 1       | 1      | 3      |
| 6      | Stati Uniti   | 1   | 0       | 1      | 2      |
| 7      | Svezia        | 0   | 3       | 0      | 3      |
| 8      | Francia       | 0   | 1       | 1      | 2      |
| 8      | Giappone      | 0   | 1       | 1      | 2      |
| 8      | Gran Bretagna | 0   | 1       | 1      | 2      |
| 11     | Cuba          | 0   | 1       | 0      | 1      |
| 12     | Kuwait        | 0   | 0       | 2      | 2      |
| 13     | Portogallo    | 0   | 0       | 1      | 1      |

## Medagliere juniores
Nazione ospitante
| Posiz. | Nazione       | Oro | Argento | Bronzo | Totale |
| ------ | ------------- | --- | ------- | ------ | ------ |
| 1      | Stati Uniti   | 2   | 3       | 0      | 5      |
| 2      | Italia        | 2   | 0       | 2      | 4      |
| 3      | Cipro         | 2   | 0       | 0      | 2      |
| 4      | Finlandia     | 1   | 0       | 2      | 3      |
| 5      | Turchia       | 1   | 0       | 0      | 1      |
| 6      | Spagna        | 0   | 2       | 0      | 2      |
| 7      | Polonia       | 0   | 1       | 1      | 2      |
| 8      | Ungheria      | 0   | 1       | 0      | 1      |
| 8      | Slovacchia    | 0   | 1       | 0      | 1      |
| 10     | Australia     | 0   | 0       | 1      | 1      |
| 10     | Germania      | 0   | 0       | 1      | 1      |
| 10     | Nuova Zelanda | 0   | 0       | 1      | 1      |